# Giorgio Franceschi
Giorgio Franceschi (Roma, 17 giugno 1911 – fronte di Talavera, 17 settembre 1936) è stato un militare e aviatore italiano, decorato con la medaglia d'oro al valor militare alla memoria nel corso della guerra civile spagnola.

## Biografia
Nacque a Roma il 17 giugno 1911. Laureatosi in economia e commercio presso l'università di Roma nel 1934, conseguì il brevetto di pilota su velivolo Caproni Ca.100 e successivamente quello di pilota civile di 2º grado. Nel maggio 1935 fu nominato sottotenente di complemento nella Regia Aeronautica, ruolo naviganti, ed assegnato alla 2ª Zona Aerea Territoriale (Z.A.T.). Compì il servizio di prima nomina presso la Scuola caccia e poi venne assegnato al 4º Stormo Caccia Terrestre dove conseguì il brevetto di pilota militare il 10 ottobre dello stesso anno. Inviato a domanda preso l'Aviazione Legionaria nell'agosto del 1936, combatte durante la guerra di Spagna. Cadde in combattimento il 16 settembre dopo aver compiuto un atterraggio di fortuna col suo Fiat C.R.32 a seguito di una guerra aerea contro sei Breguet Bre 19 e Dewoitine D.371. Mentre si accingeva a raggiungere le linee amiche fu raggiunto da una pattuglia di miliziani repubblicani a cavallo e ucciso sul posto morendo il 17 dello stesso mese. Era stato trasferito in servizio permanente effettivo per meriti straordinari. Fu decorato con la medaglia d'oro al valor militare alla memoria. Una via di Roma porta il suo nome.

### Fonti
1. 1 2 3 4 5 6 7 8  Combattenti Liberazione.
2. 1 2  Gruppo Medaglie d'Oro al Valor Militare 1965, p. 197.
3. 1 2  Ufficio Storico dell'Aeronautica Militare 1969, p. 83.
4. ↑  Medaglie d'oro al valor militare sul sito della Presidenza della Repubblica